# تعاونی مصرف
تعاونی مصرف شرکت ایرانی است که از مشارکت گروهی خاص از افراد هم‌ صنف به منظور دستیابی به منافع مشترک که ازاین طریق واسطه‌های غیرضروری در کسب و تجارت و صاحبان مشاغل کاذب حذف می‌گردند. قانون بخش تعاونی در راستای پیشگیری از تمرکز و تداوم ثروت، پیشگیری از انحصار، احتکار، تورم، اضرار به غیر در سال ۱۳۷۰ شمسی به تصویب مجلس شورای اسلامی رسید.
طبق آمار رسمی اتحادیه سراسری تعاونی‌های مصرف، بزرگترین تعاونی مصرف فعال کشور، تعاونی  مصرف کارکنان دولت  می‌باشد که در زمینه تأمین نیاز مصرف کارمندی در سراسر کشور فعالیت دارد.

## تاریخچه
اتحادیه سراسری تعاونی‌های مصرف کارکنان دولت  در سال ۱۳۴۲ با سرمایه ۳۵۰۰۰ ریال و با عضویت ۱۵ شرکت تعاونی تشکیل شده‌ است. این مجموعه در دوران جنگ تحمیلی خدمات ارزنده ای به جامعه و دولت ارائه کرد و با گسترش و تقویت شبکه سالم تعاونی، حجم عظیمی از کالاهای کوپنی که مهمترین بخش ارزاق عمومی بود را از طریق شبکه تعاونی‌های کارمندی در سراسر کشور در اختیار کارکنان دولت و گاه دیگر قشرها مردم قرار داد که این خود عاملی مؤثر در تثبیت نرخ‌ها و جلوگیری از احتکار و گران‌فروشی در آن شرایط بود.

## ضوابط عمومی
شرکت تعاونی مصرف ازلحاظ نوع فعالیت شرکتی است که در امور مربوط به تهیه و توزیع کالاو نیازمندیهای اعضاء فعالیت می‌نماید که عضویت برای گروهی خاص (هم صنف) مانند کارمندان، کارگران، پزشکان، وکلای دادگستری و مشاغل خاص با رعایت شرایط اساسنامه تعیین می‌شود. شایان ذکر است واگذاری سهام در این شرکت به افراد متفرقه خارج از صنف مربوطه ممکن نیست.
شرکت تعاونی مصرف همچون سایر شرکت‌های تعاونی حداقل با ۷ نفر عضو هم صنف اهلیت تأسیس دارد. شرکت تعاونی مصرف توسط هیئت مؤسس تأسیس می‌شود و پس از آن از کسانی که شرایط عضو شدن را دارند دعوت می‌کند. هیئت مؤسس پس از تهیه طرح و اساسنامه و دیگر مشخصات تعاونی اقدام به دریافت موافقت نامه تشکیل تعاونی از وزارت تعاون می‌نماید و پس از دریافت اجازه‌نامه ثبت شرکت تعاونی از وزارت تعاون، شرکت را ثبت می‌نماید، پس از آن پروانه تأسیس شرکت تعاونی بوسیله وزارت تعاون صادر می‌شود.
اعضا در جلسه مجمع عمومی عادی، اعضای هیئت مدیره و بازرس‌های شرکت تعاونی خود را انتخاب می‌کنند. جلسات مجمع معمولاً به صورت سالیانه و جلسات هیئت مدیره به صورت دو هفته یک بار برگزار می‌شود. بالاترین مقام تصمیم گیرنده در شرکتهای تعاونی مجمع می‌باشد. مجمع تعیین‌کننده اعضای هیئت مدیره است، البته از طریق رای‌گیری. هیئت مدیره شامل سمت‌های رئیس، نائب رئیس، منشی، عضو اصلی هیئت مدیره و عضو علی‌البدل می‌باشد. بازرس تعاونی مصرف نباید با هیچ‌یک از اعضای هیئت مدیره نسبت فامیلی داشته باشد. مدیر عامل تعاونی مصرف نیز می‌تواند از اعضای خود هیئت مدیره یا بیرون از آن باشد.
در شرکتهای تعاونی همه با هم برابرند و همه همکار یکدیگرند و از نظر نژاد، زبان، رنگ پوست، ملیت، شغل و غیره هیچ‌کدام از اعضاء بر دیگری برتری ندارند.

## انواع تعاونی مصرف
- تعاونی مصرف کارمندی
- تعاونی مصرف کاریگری

## افتخارات
در دههٔ ۱۳۸۰ و اوایل ۱۳۹۰ با اجرایی و تبیین نمودن اصل ۴۴ قانون‌ اساسی، در خصوصی‌سازی بخش‌های دولتی، تعاونی‌ها به عنوان مهم‌ترین و لایق‌ترین بخش خصوصی در این واگذاری مورد توجه قرار گرفتند و مزایای بسیاری را به خود اختصاص دادند.